# Mohamed Amsif
Mohamed Amsif (Düsseldorf, Alemania, 7 de febrero de 1989) es un exfutbolista marroquí. Jugaba de portero y desde la temporada 2025-26 es el entrenador de porteros del SV Wehen Wiesbaden.

## Selección nacional
Fue internacional con la selección de fútbol de Marruecos en ocho ocasiones.

## Clubes
| Club               | País      | Año       |
| ------------------ | --------- | --------- |
| F. C. Schalke 04   | Alemania  | 2008-2010 |
| F. C. Augsburgo    | Alemania  | 2010-2014 |
| Unión Berlin       | Alemania  | 2014-2016 |
| Ittihad Tanger     | Marruecos | 2016-2017 |
| FUS de Rabat       | Marruecos | 2017-2022 |
| SV Wehen Wiesbaden | Alemania  | 2022-2025 |